# Scott Miller (nuotatore)
Scott Andrew Miller (Sydney, 21 febbraio 1975) è un ex nuotatore australiano.

## Biografia
Specializzato nella farfalla ha vinto la medaglia d'argento nei 100 m farfalla e di bronzo nella staffetta 4x100 m mx ad Atlanta 1996. Dal 1999 al 2000 fu sposato con la modella neozelandese Charlotte Dawson.

## Palmarès
- Giochi olimpici

Atlanta 1996: argento nei 100m farfalla e bronzo nella 4x100m misti.
- Mondiali in vasca corta

Rio de Janeiro 1995: oro nei 100m farfalla, argento nei 200m farfalla e nella 4x100m misti.
- Giochi PanPacifici

Kobe 1993: argento nei 200m farfalla e nella 4x100m misti.
Atlanta 1995: oro nei 100m farfalla e nei 200m farfalla e argento nella 4x100m misti.

## Riconoscimenti
- Pacific Rim Swimmer of the Year: 1995